# CutePDF Writer
CutePDF Writer is software die een pdf-bestand genereert door middel van Ghostscript.
De software wordt geïnstalleerd als printerdriver, waardoor het werkt met alle programma's die beschikken over een printfunctie. CutePDF is beschikbaar voor Windows en wordt ontwikkeld door Acro Software.